# Kirobo

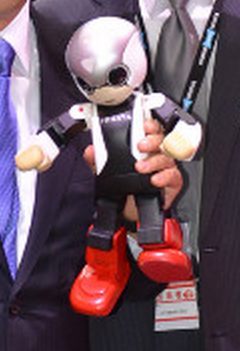
Roboten Kirobo, ca 30 cm hög och talande.

Kirobo är Japans första robotastronaut. Kirobo är ett samarbetsprojekt mellan Toyota, Tokyos universitet, Dentsu, Robo Garage och det japanska rymdforskningsinstitutet JAXA.
Kirobo följde med Koichi Wakata, den första japanska befälhavaren för den internationella rymdstationen (ISS). Kirobo anlände till ISS den 10 augusti 2013 på JAXA:s Kounotori 4, en obemannad rymdfarkost som sköts upp den 4 augusti 2013 från Japans Tanegashima Space Center.
Ordet "kirobo" kommer från "kibō" (希望), som betyder "hopp" på japanska samt ordet "robo" (ロボ), som används som ett generiskt kort ord för robot.
Kirobo belönades 2015 med två rekord i Guiness rekordbok, en som världens första personliga robot i rymden, en för den högsta höjden där en robot har genomfört en konversation. 